# Numida meleagris
La pintada común, pintada gris, gallina de Guinea, pavilla o guineo común, gallineta y en algunas partes del mundo es conocida también como gallina de líbano, gallinola, gallina coquecha, coquena, kokena, cocada o cocona (Numida meleagris) es una especie de ave galliforme de la familia Numididae. Es la más extendida de las pintadas; originaria de África, ha sido introducida en las Antillas Menores, en Italia, en el sur de Francia, y algunos países de Hispanoamérica, como República Dominicana, Colombia, Costa Rica o Paraguay por ejemplo.[cita requerida]

## Descripción

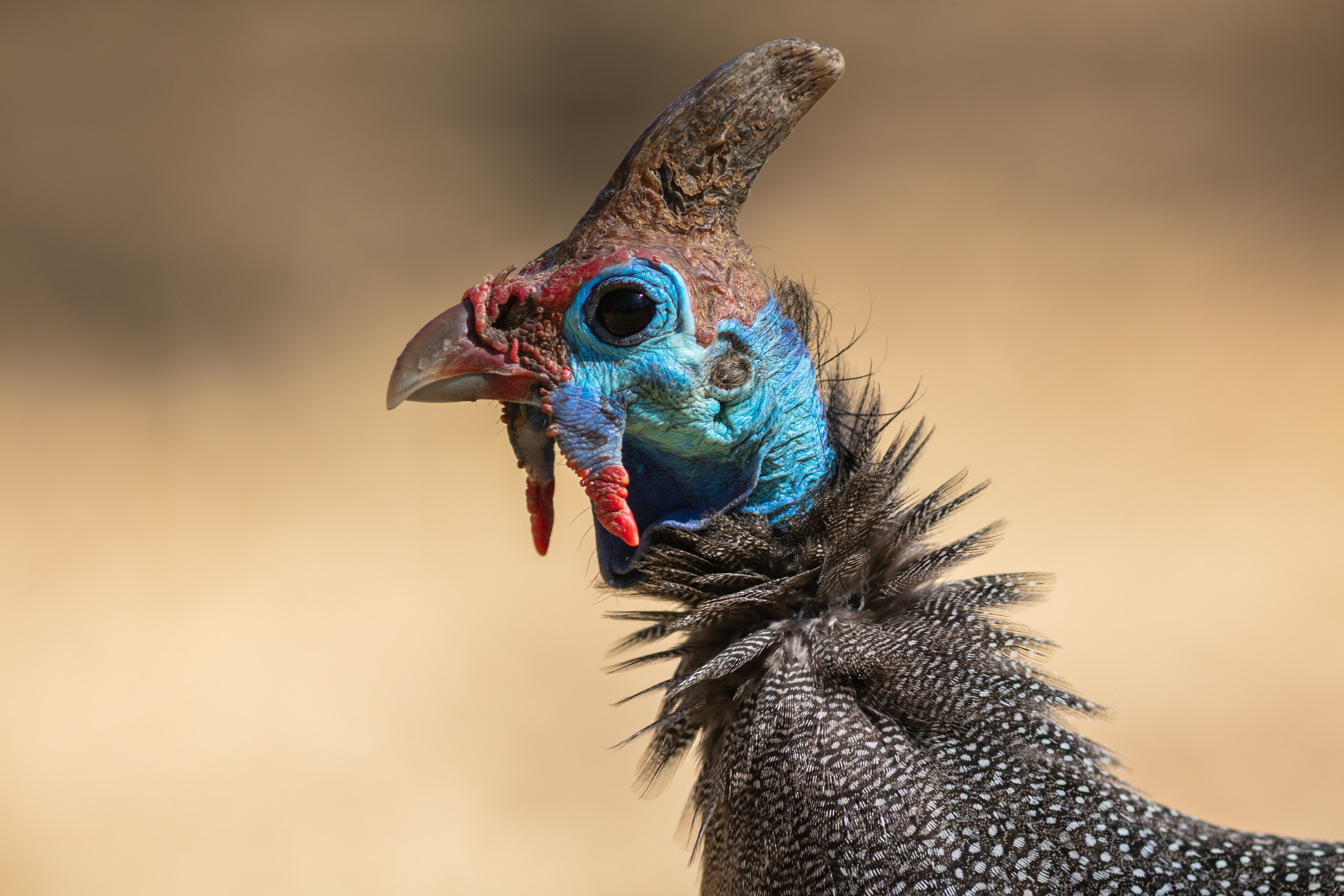
Cabeza de pintada común.

De hasta 50 cm de longitud, con pico medianamente largo, fuerte y robusto que presenta en su base una especie de 'cera' sobre la que se abren las fosas nasales. Cabeza, desnuda de plumas y que presenta una coloración blanca o azulada dominante con carúnculas o excrescencias carnosas de vivo color morado y una típica cimera o protuberancia córnea en lo alto de la cabeza. El plumaje es gris y negro, con pequeñas motas blancas. Los machos y hembras son aparentemente iguales y no pueden distinguirse fácilmente si no es por su comportamiento, es decir, no presenta dimorfismo sexual. Viven de seis a ocho años.

## Ecología
Numida meleagris ha sido domesticada y se ha naturalizado fuera de su distribución geográfica natural, por ejemplo en Italia, en el sur de Francia, Argentina y Paraguay, Colombia y el Sudeste Asiático, las zonas cálidas de los Estados Unidos, las islas del Mar Caribe y algunas de las islas de las Antillas y las Indias Orientales.
Su alimentación es omnívora y variada, consiste en semillas de cereales, frutas, caracoles, lombrices, insectos y larvas de insectos del suelo. Criadas en parques amplios sólo necesitarán una mezcla de semillas, como trigo, maíz, avena, sorgo, mijo, cebada, etc y un aporte eventual de lombrices o caracolillos.
Es una especie de zonas abiertas con vegetación dispersa propia de zonas cálidas. Es capaz de asilvestrarse en zonas de clima mediterráneo, con una estación fría. En cautividad, aunque viven en grupos mezcladas incluso con otras gallináceas domésticas, son generalmente ariscas y huidizas, por lo que no debe permitírseles entrar en zonas de monte bajo de donde no regresarán. Requieren zonas con bastante parque o zona libre y un gallinero bien protegido del frío y del aire, especialmente durante el invierno. En zonas libres no deben ser acosadas, pues se espantan fácilmente de su gallinero, retornando a la vida salvaje.

## Reproducción
Cortejo y formación de parejas: Durante la temporada de reproducción, los machos de Numida meleagris llevan a cabo un elaborado cortejo para atraer a las hembras. Estas exhibiciones de cortejo incluyen inflar la protuberancia roja en la cabeza, vibrar las alas y emitir llamados vocales distintivos. El macho también puede realizar una danza especializada alrededor de la hembra para demostrar su interés y establecer un vínculo.
Una vez que se ha formado la pareja, estos lazos suelen ser duraderos y se mantienen durante varias temporadas de reproducción. Sin embargo, en algunos casos, los machos pueden formar grupos de apareamiento con varias hembras, mientras que otras hembras pueden ser cortejadas por varios machos.
Construcción de nidos: Las pintadas comunes construyen sus nidos en el suelo, generalmente en áreas cubiertas por arbustos o pastizales altos. La hembra es la principal responsable de la construcción del nido. Utiliza materiales disponibles en el entorno, como hojas, ramitas y hierbas secas, para crear una estructura simple pero adecuada para proteger los huevos y los polluelos.
Puesta y incubación: La hembra de Numida meleagris pone de 6 a 12 huevos en el nido a lo largo de varios días. Los huevos son de color blanco cremoso y presentan una cáscara dura para proteger al embrión en desarrollo. Una vez que todos los huevos han sido puestos, la hembra comienza la incubación.
Tanto el macho como la hembra se turnan para incubar los huevos. Durante la incubación, los progenitores se aseguran de que los huevos estén en condiciones óptimas de temperatura y humedad para favorecer la eclosión. El período de incubación dura aproximadamente 28 días.
Cuidado parental: Una vez que los huevos eclosionan, los polluelos de Numida meleagris salen del cascarón en un estado precocial. Aunque son capaces de valerse por sí mismos desde el principio, los progenitores desempeñan un papel importante en su cuidado y protección.
Ambos padres vigilan y protegen a los polluelos, guían su búsqueda de alimento y los defienden de los depredadores potenciales. Los polluelos permanecen cerca de los progenitores durante las primeras semanas, aprendiendo de ellos y desarrollando habilidades de supervivencia.

## Subespecies
Se reconocen nueve subespecies de Numida meleagris:
- Numida meleagris sabyi - noroeste de Marruecos.
- Numida meleagris galeatus - del oeste de África al sur del Chad, centro del Congo y norte de Angola.
- Numida meleagris meleagris - del este del Chad a Etiopía, norte del Congo, Uganda y norte de Kenia.
- Numida meleagris somaliensis - noreste de Etiopía y Somalia.
- Numida meleagris reichenowi - Kenia y centro de Tanzania.
- Numida meleagris mitratus - de Tanzania al este de Mozambique, Zambia y norte de Botsuana.
- Numida meleagris marungensis - del sur de la cuenca del río Congo hasta el oeste de Angola y Zambia.
- Numida meleagris damarensis - del sur de Angola a Botsuana y Namibia.
- Numida meleagris coronatus - este de Sudáfrica.

## Imágenes

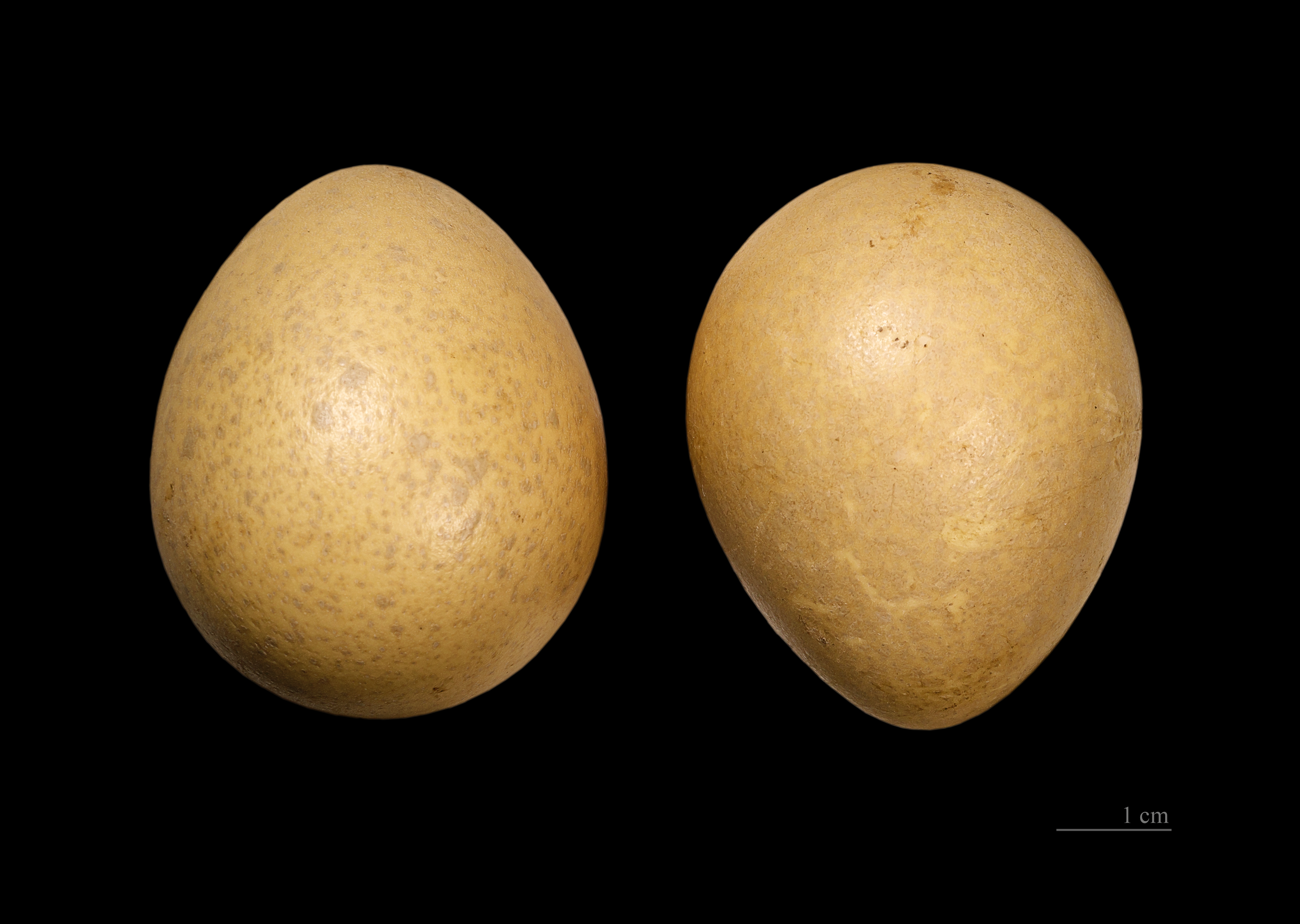
Huevos.
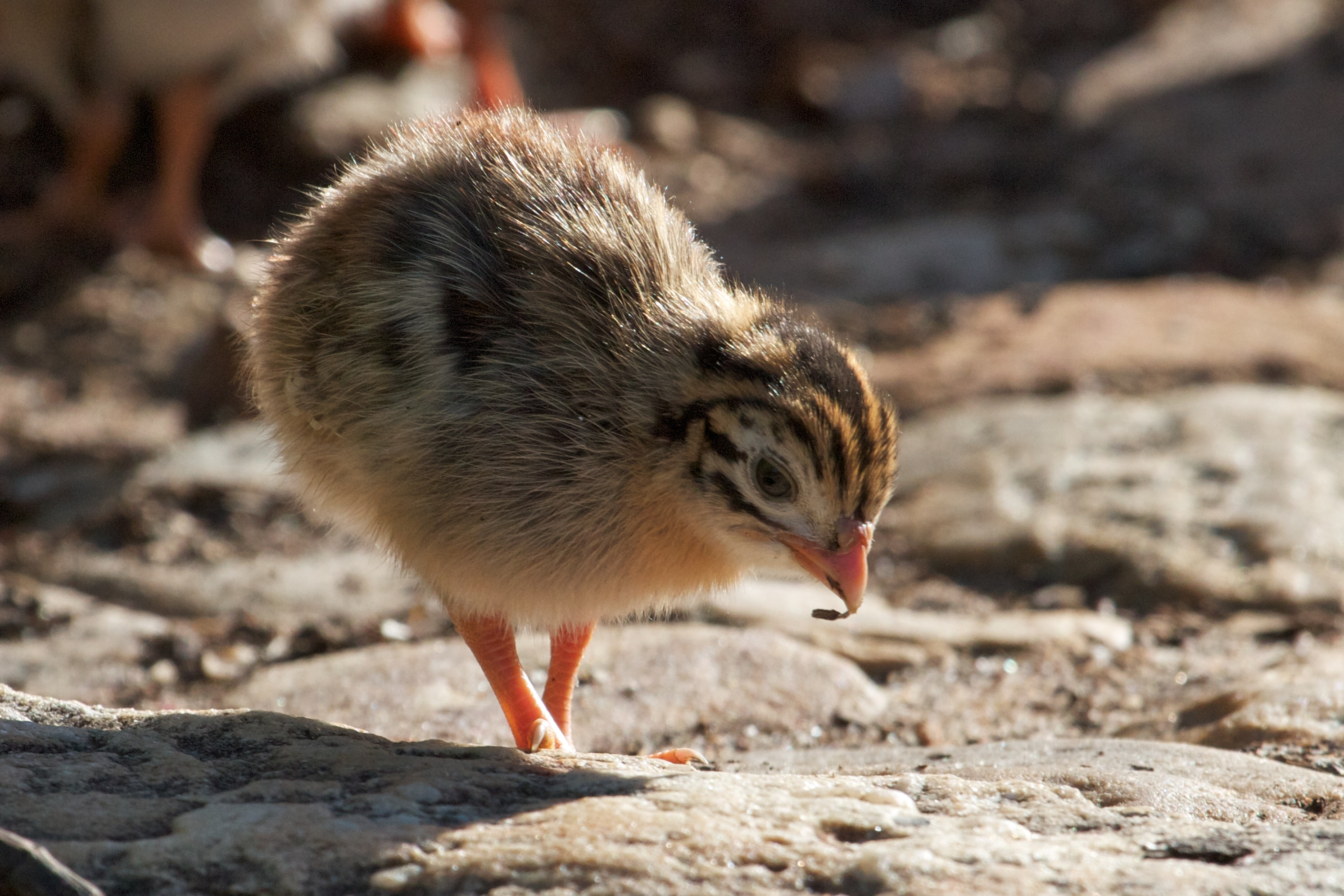
Un polluelo en Sudáfrica.
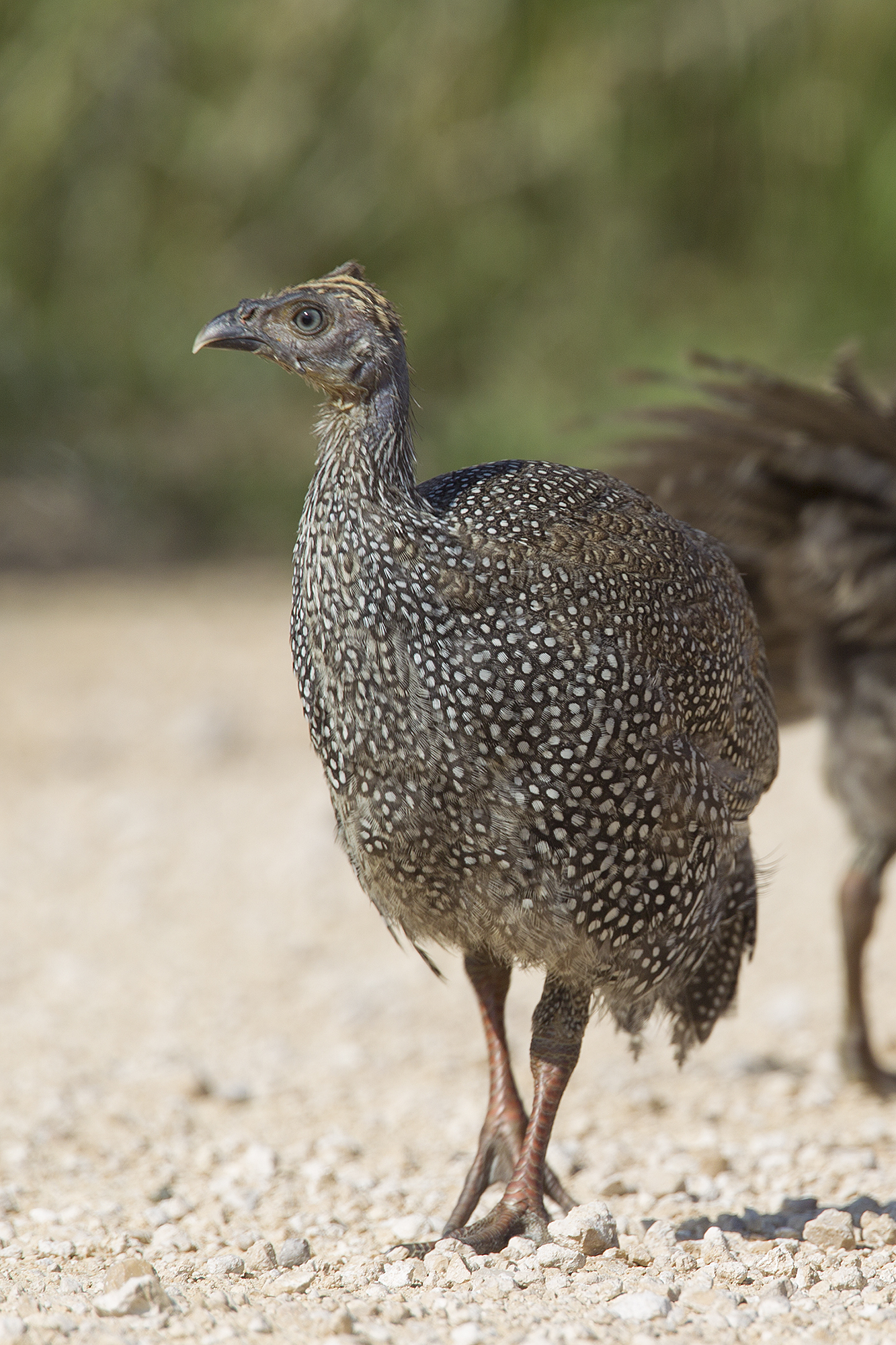
Ejemplar juvenil en el Parque nacional Etosha
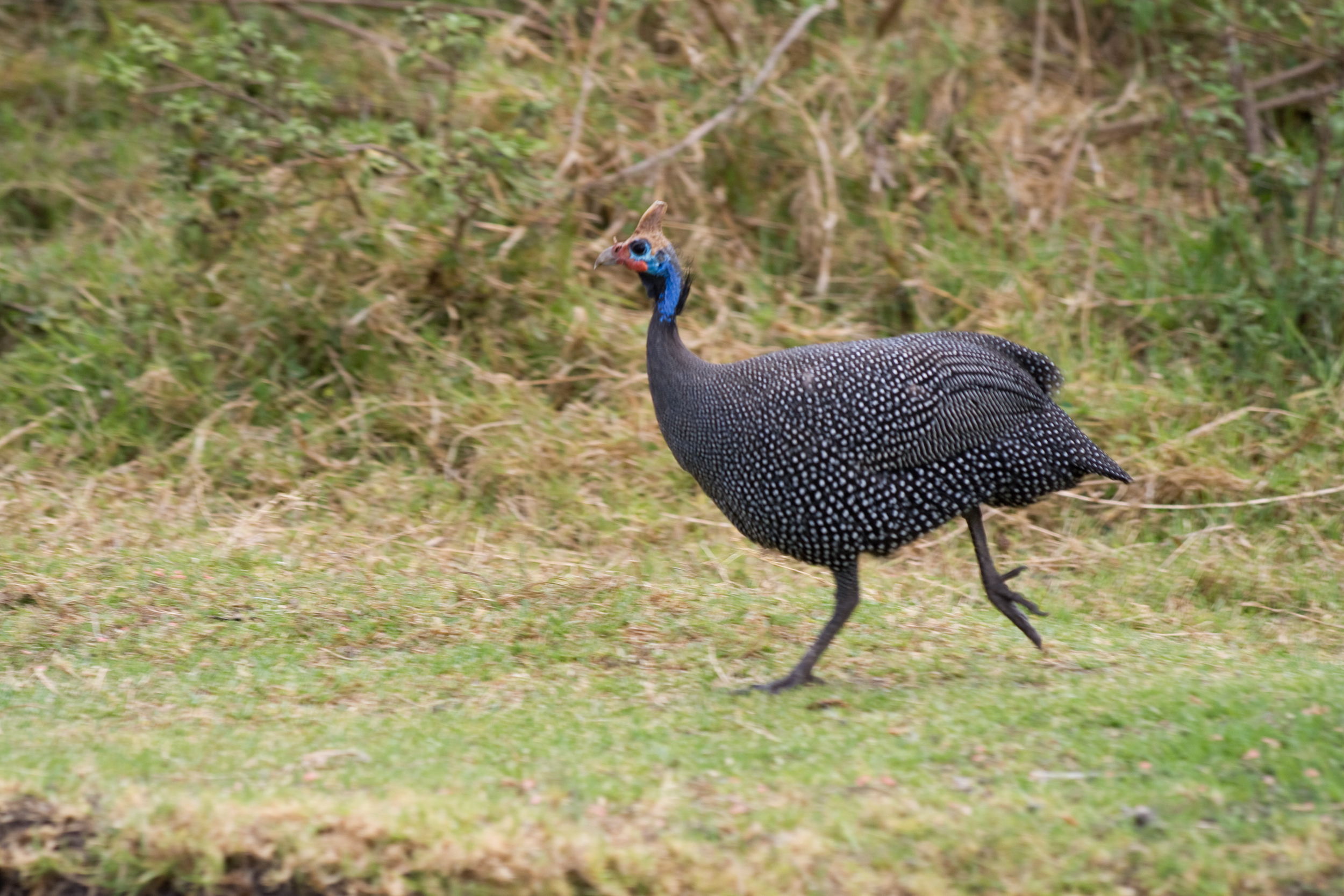
Ngorongoro (Tanzania).
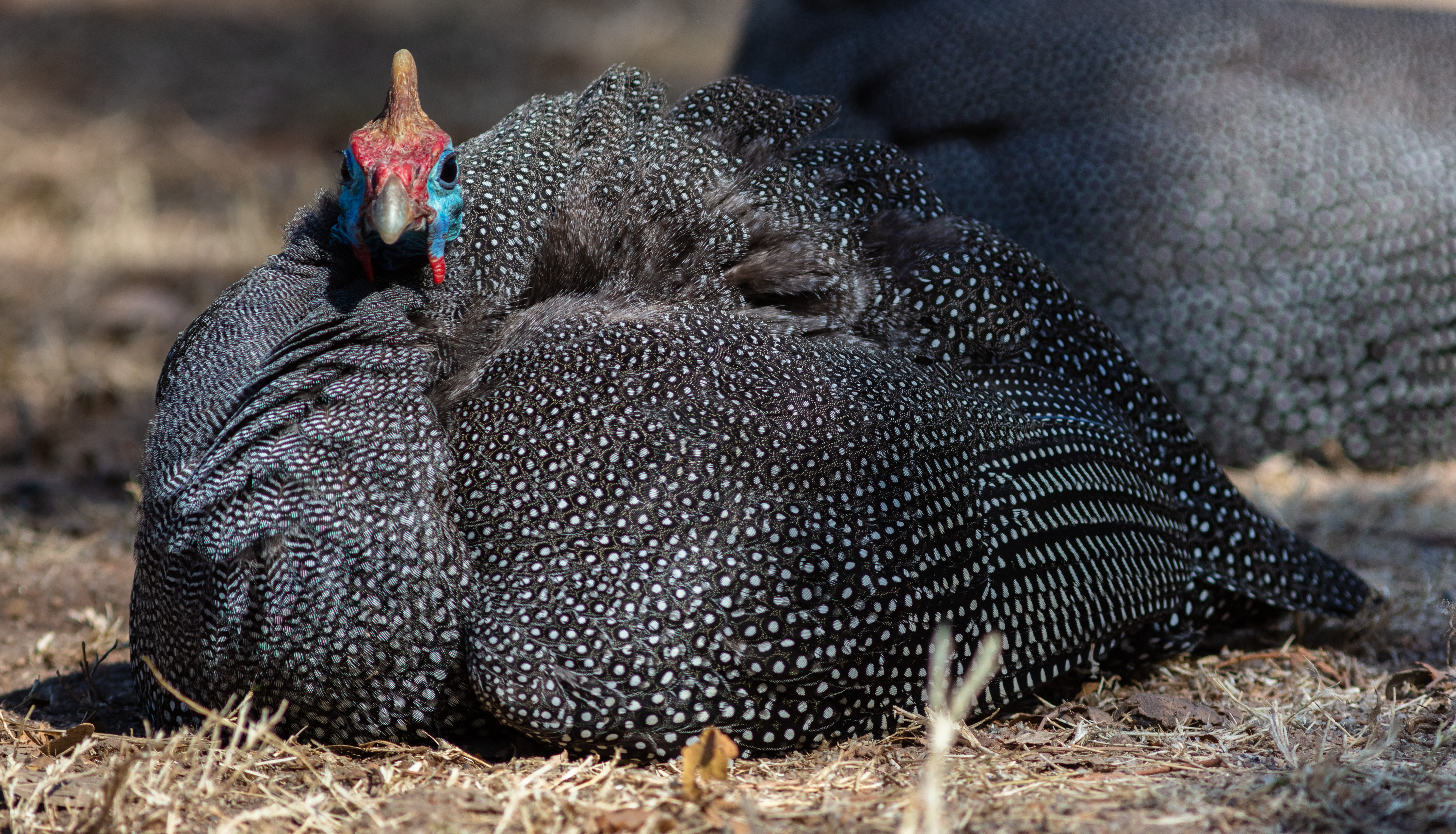
Ejemplares reposando en el parque nacional Kruger, Sudáfrica.